# Německé muzeum (Mnichov)
Německé muzeum, německy Deutsches Museum (oficiální název Deutsches Museum von Meisterwerken der Naturwissenschaft und Technik) v Mnichově patří k největším muzeím vědy a techniky na světě s přibližně 28 000 vystavovanými předměty z asi 50 oblastí věd a techniky. Rozsáhlé sbírky cenných původních technických a vědeckých exponátů i modelů každoročně navštíví asi 1 až 1,5 milionu lidí. Vedle hlavní budovy v Mnichově má muzeum ještě několik dalších expozic.

## Historie
S myšlenkou muzea, které by i laikům zpřístupňovalo pochopení různých odvětví a technik a kde by si návštěvníci mohli zkusit různé experimenty, přišel roku 1903 úspěšný elektrotechnik Otto von Miller. Roku 1906 byly sbírky poprvé otevřeny v provizorním umístění a teprve roku 1925 mohla být otevřena hlavní budova na Museumsinsel v Mnichově. Nacisté muzeu, které bylo a je nezávislou veřejnoprávní institucí, příliš nepřáli a koncem války byly budovy i sbírky silně poškozeny při náletech. Teprve roku 1948 mohlo být muzeum znovu otevřeno, ale roku 1983 zničil dvě oddělení požár. Od roku 1992 patří k muzeu i expozice letecké techniky ve Schleissheimu, od roku 1995 pobočka muzea v Bonnu a od roku 2006 expozice dopravních prostředků v halách na okraji Thersienwiese v Mnichově.

## Budovy a přístup

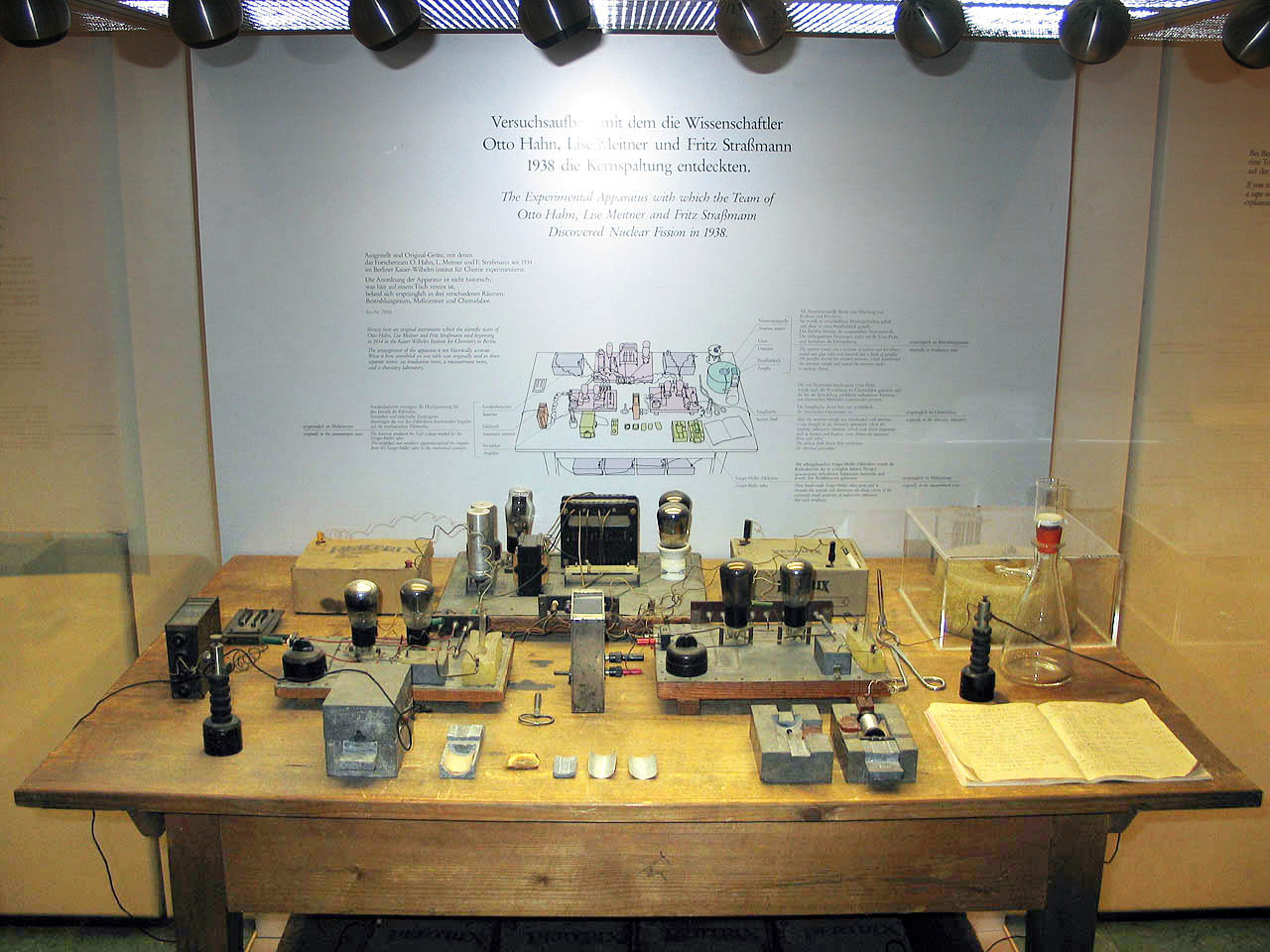
Aparatura, na níž se O. Hahnovi podařilo 1938 poprvé rozštěpit atomové jádro

- Hlavní budova se sbírkami, knihovnou a archivem stojí na ostrově (Museumsinsel) na řece Isar v blízkosti Isartor, JV od centra města. Je přístupná tramvají od nádraží, zastávka Deutsches Museum. Sbírky jsou přístupné denně od 9:00 do 17:00. Vstupné pro dospělé činí 15 EUR (2023).
- Expozice pozemních dopravních prostředků (železnice, automobily, motocykly, městská doprava atd.) je umístěna v bývalých výstavních halách (Am Bavariapark 5), asi 1,5 km JZ od hlavního nádraží. Zastávka linek U4 a U5 Schwanthalerhöhe.
- Letecké muzeum Flugwerft Schleißheim na bývalé letecké základně ve Schleissheimu, asi 15 km severně od Mnichova, v blízkosti nádraží Oberschleissheim linky S1 (směr Freising).
- Pobočka muzea v Bonnu.

## Sbírky

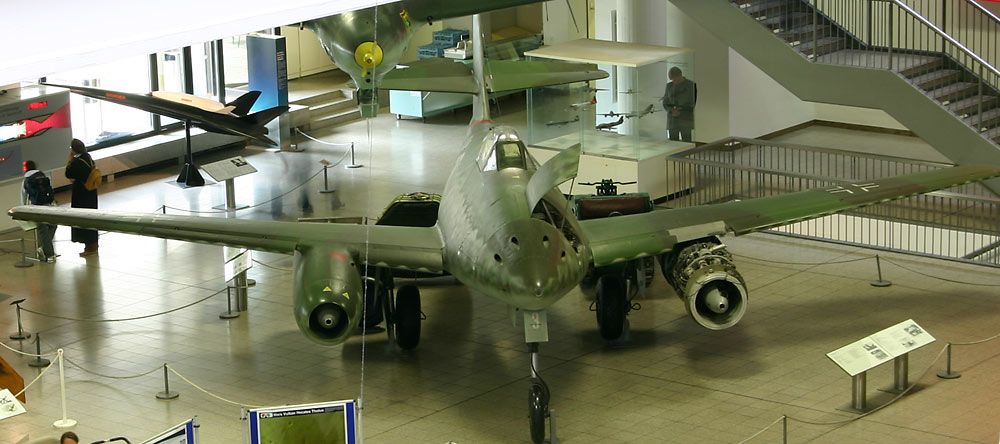
První proudový stíhač Me 262

Sbírky obsahují téměř 100 000 objektů ze všech odvětví přírodních věd a techniky. Mezi nimi jsou jak historické exponáty, starší i novější, tak předváděcí modely, které usnadňují pochopení různých principů. Specializovaná knihovna pro dějiny vědy a techniky má asi 850 000 svazků a je zde také rozsáhlý archiv s mnoha originálními dokumenty.
Mezi exponáty je například dokonalá rekonstrukce Guttenbergovy tiskařské dílny, Stephensonova[zdroj?] lokomotiva Puffing Billy, první Benzův automobil, původní aparatura, na níž se O. Hahnovi podařilo 1938 rozštěpit atomové jádro, šifrovací stroje Enigma a mnoho jiných.